# Sarchí
Sarchí – miasto w Kostaryce, w prowincji Alajuela.